# حجاب حاجز
الحِجَابُ الحَاجِزُ (بالإنجليزية: Diaphragm)‏ عضلة موجودة تحت القفص الصدري أو حاجز عضلي يفصل بين القفص الصدري والتجويف البطني (المعدة، الكبد، الأمعاء)، وهو عضلة إرادية لكنه يمكن أن يتحرك بدون أن تتحكم به إراديا أيضا. يمكن للإنسان أن يتحكم بسرعة التنفس، فتبعث الأوامر من منطقة الحركة في قشرة المخ، وأثناء النوم فإن الأوامر تستمر من مراكز التنفس في الدماغ التي تقع في كلا من النخاع المستطيل والجسر.
وهو عضلة كبيرة مرتبطة بالأضلاع السفلية، وتفصل الصدر عن البطن. وهو العضلة الرئيسية المستخدمة في التنفس، ولها شكل القبة. ولا يوجد الحجاب الحاجز الكامل إلا لدى الإنسان والثدييات الأخرى.
وعندما يأخذ المرء نفسًا يتقلّص الحجاب الحاجز ويتحرك إلى أسفل، وهذا يزيد مساحة الفراغ في الصدر . وفي الوقت ذاته، فإن العضلات المرتبطة بالأضلاع تجعل الأضلاع تتحرك نحو الخارج. وهذا من شأنه أن يوسع الصدر ويخلق مع حركة الحجاب الحاجز باتجاه الأسفل فراغًا بسيطًا في الصدر . ويجعل هذا الفراغ الهواء يدخل الرئتين عبر القصبة الهوائية، وهذا العمل يُدعى التنفس أو الشهيق.
وفي أثناء الزفير يخرج الهواء من الرئتين، عندما ينبسط الحجاب الحاجز وعضلات الأضلاع. وعندما يتنفس المرء بشكل طبيعي، يكون الزفير في حالة سلبية والعضلات دون عمل. وتحتوي الرئة المتوسعة على ألياف مرنة كانت قد تمددت أثناء التنفس. وهذا النسيج المرن يشبه في سلوكه الخيوط المطاطية المشدودة، ويجعل الرئة تتقلص كالبالون المنكمش. وهذا يطرد الهواء خارج الصدر، وتصغر الرئة حتى تصل إلى الحجم الذي بدأ فيه التنفس. ولا تفرغ الرئتان بشكل كامل أثناء الزفير لأن جدار الصدر يبقيها في حالة متمددة جزئيًا. ويكون الزفير نشطًا أثناء التنفس الشديد الذي يحدث أثناء التمارين الرياضية. وهناك مجموعة أخرى من عضلات الأضلاع تساعد في جعل الصدر أصغر، كما أن العضلات في جدار البطن تتقلص لتدفع بالأعضاء البطنية إلى أعلى أمام الحجاب الحاجز، وتساعد بذلك على إخراج الهواء من الرئتين.
ينقل عصب الحجاب الحاجز الإشارات الكهربائية لعضلة الحجاب الحاجز التي تحثها على التقلص. وينشأ هذا العصب من النخاع الشوكي العلوي في العنق ويمتد ضمن الصدر نحو الأسفل حتى عضلة الحجاب الحاجز.

## التشريح
تلتصق عضلة الحجاب الحاجز بالسطح الداخلي من الأضلاع الستة السفلى، والفقرات الاثنين أو الثلاثة القطنية العليا، و أسفل عظم الصدر الأمامي عملية الخنجري و الرباط القطني العجزي.
تصعد ألياف العضلة إلى أعلى ثم تلتحم مع بعضهما في رباط في الوسط يسمى بالرباط المركزي. الجهة اليمنى للحجاب الحاجز أعلى من الجهة اليسرى (لوجود الكبد في الجهة اليمنى) ويكون هذا الاختلاف واضحًا في أشعة الصدر .
يغطي الحجاب الحاجز من الجهة العليا الملامسة للرئتين بالغشاء البلوري، ويكون الرباط المركزي مُلاصقا لغلاف القلب (غشاء التامور). أما من الجهة السفلى للحجاب الحاجز فإنه يُغطّى بالغلاف المبطن للأحشاء في البطن (الغشاء البريتوني) ما عدا منطقة واحدة فإنه يلامس سطح الكبد مباشرة وهذه المنطقة هي المنطقة العارية وتقع في الفص الأيمن من الكبد.

## التغذية العصبية
الأعصاب التي تنقل إيعازات الحركة إلى الحجاب الحاجز هي C3 C4 C5.
الأعصاب الحسية والتي تنقل الإحساس من الأغشية التي يلتصق بها أيضا فإنها أيضا تنقل في العصب الحجابي، لكن من المنطقة الخارجية للحجاب الحاجز تنتقل الأحاسيس بواسطة الأعصاب الستة السفلى ما بين الأضلاع لأن الحجاب الحاجز أصلا ينمو من تلك المنطقة.

## فتحات الحجاب الحاجز
هناك 3 فتحات رئيسية في الحجاب الحاجز يمر منها :
- الوريد الأجوف السفلي (بمستوى الفقرة الصدرية الثامنة) :

يمر الوريد السفلي عبر فتحة في الرباط المركزي (أي ليس عبر ألياف العضلات) ولهذا حكمة، حيث أنه لو كان يمر عبر العضلات لتقلصت عليه وسدت مجرى الدم فيه لأن جداره رقيق.
- المريء (بمستوى الفقرة الصدرية العاشرة):

فتحة المريء تقع قليلا إلى اليسار لكن تحيط بها ألياف عضلية من القسم الأيمن للحجاب الحاجز. يمر عبر هذه الفتحة أيضا شرايين تأتي من الشريان المعدي الأسفل وهي تتصل بشريان أخرى وتعتبر إحدى الأماكن التي تتصل بها الدورة البوابية (التي تذهب إلى الكبد) مع بقية الدورة الدموية في الجسم (تحويلة بورتوية جهازية)
ومن هذه الفتحة يمر العصبان الحائران الأمامي والخلفي.
- الأبهر (الأبهر النازل) (بمستوى الفقرة الصدرية الثانية عشر):

تقع في الخلف ويمر عبرها الشريان الأبهر من الصدر إلى البطن، وتقع هذه الفتحة في الوسط ويمر عبرها أيضا القناة الصدرية.

## الوظائف
يستخدم الحجاب الحاجز في عملية التنفس:
- أثناء الشهيق: ينقبض الحجاب الحاجز ويهبط إلى أسفل مسبباً اتساع في القفص الصدري وتوليد ضغط سالب يساعد على دخول الهواء إلى الرئتين.
- أثناء الزفير: يرتفع الحجاب الحاجز إلى أعلى ويُخْرِج الهواء.